# 奥利弗·E·巴克利
奥利弗·E·巴克利（1887年8月8日—1959年12月14日）是一位美国电气工程师，知名于对海底通讯电话领域的贡献。